# Matteo Pelliciari
Matteo Pelliciari (Milán, Italia, 22 de enero de 1979) es un nadador italiano retirado especializado en pruebas de estilo libre media distancia, donde consiguió ser campeón mundial de 4x200 metros estilo libre durante el Campeonato Mundial de Natación en Piscina Corta de 2006. Consiguió la medalla de bronce durante los Juegos Olímpicos de Atenas 2004 en la prueba de 4x200 metros libres.

## Palmarés internacional
| Juegos Olímpicos                                | Juegos Olímpicos          | Juegos Olímpicos  | Juegos Olímpicos |
| Año                                             | Lugar                     | Medalla           | Prueba           |
| ----------------------------------------------- | ------------------------- | ----------------- | ---------------- |
| 2004                                            | Atenas ( Grecia)          | Medalla de bronce | 4 × 200 m libre  |
| Campeonato Mundial de Natación en Piscina Corta |                           |                   |                  |
| Año                                             | Lugar                     | Medalla           | Prueba           |
| 2006                                            | Shanghái ( China)         | Medalla de oro    | 4 × 200 m libres |
| Campeonato Mundial de Natación                  |                           |                   |                  |
| Año                                             | Lugar                     | Medalla           | Prueba           |
| 2001                                            | Fukuoka ( Japón)          | Medalla de plata  | 4 × 200 m libres |
| Campeonato Europeo de Natación                  |                           |                   |                  |
| Año                                             | Lugar                     | Medalla           | Prueba           |
| 2000                                            | Helsinki ( Finlandia)     | Medalla de oro    | 4 × 200 m libres |
| 2002                                            | Berlín ( Alemania)        | Medalla de oro    | 4 × 200 m libres |
| 2002                                            | Berlín ( Alemania)        | Medalla de bronce | 4 × 100 m libres |
| 2004                                            | Madrid ( España)          | Medalla de oro    | 4 × 200 m libres |
| 2008                                            | Eindhoven ( Países Bajos) | Medalla de oro    | 4 × 200 m libres |